# William Henry Kurtz
William Henry Kurtz (* 31. Januar 1804 in York, Pennsylvania; † 24. Juni 1868 ebenda) war ein US-amerikanischer Politiker. Zwischen 1851 und 1855 vertrat er den Bundesstaat Pennsylvania im US-Repräsentantenhaus.

## Werdegang
William Kurtz besuchte die öffentlichen Schulen seiner Heimat sowie die York County Academy. Nach einem anschließenden Jurastudium und seiner 1828 erfolgten Zulassung als Rechtsanwalt begann er in York in diesem Beruf zu arbeiten. Zwischenzeitlich war er auch Bezirksstaatsanwalt im York County. Politisch schloss er sich der Demokratischen Partei an.
Bei den Kongresswahlen des Jahres 1850 wurde Kurtz im 15. Wahlbezirk von Pennsylvania in das US-Repräsentantenhaus in Washington, D.C. gewählt, wo er am 4. März 1851 die Nachfolge von Joel Buchanan Danner antrat. Nach einer Wiederwahl konnte er bis zum 3. März 1855 zwei Legislaturperioden im Kongress absolvieren. Seit 1853 vertrat er dort als Nachfolger von William Wallace Irwin den 25. Distrikt seines Staates. Ebenfalls seit 1853 war er Vorsitzender des Ausschusses zur Kontrolle der öffentlichen Ausgaben. Seine Zeit als Kongressabgeordneter war von den Ereignissen im Vorfeld des Bürgerkrieges geprägt.
Nach dem Ende seiner Zeit im US-Repräsentantenhaus praktizierte William Kurtz wieder als Anwalt in York, wo er am 24. Juni 1868 verstarb.